# Etruskische Zahlschrift

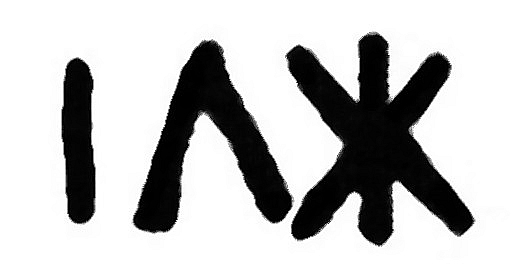
Etruskische Zahlzeichen für die Zahl 106

Die etruskische Zahlschrift diente der Zahldarstellung in der etruskischen Schrift und wurde von den Etruskern seit dem 6. Jahrhundert v. Chr. bis zur Assimilation durch die Römer im 1. Jahrhundert v. Chr. verwendet. Wie die römische Zahlschrift ist auch die etruskische Zahldarstellung eine additive Zahlschrift ohne Stellenwertsystem und ohne Zeichen für Null. Zugrunde liegt ein kombiniert quinär-dezimales bzw. biquinäres Zahlensystem mit den Basiszahlen 5 und 10.

## Ursprung der Zahlschrift

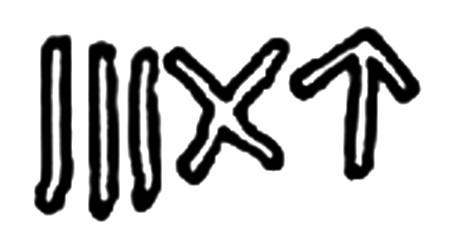
Etruskische Zahlzeichen für die Zahl 63

Etruskische Buchstaben lassen sich seit dem 7. Jahrhundert v. Chr. nachweisen, etruskische Zahlzeichen erst etwa 100 Jahre später. Die Zahlschrift könnte sich unabhängig von anderen kumulativ-additiven Dezimalsystemen aus dem Mittelmeerraum entwickelt haben. Dafür spricht, dass in keinem früheren Zahlensystem die Basiszahlen 5 und 10 verwendet wurden. Alternativ könnten die etruskischen Ziffern von der Linearschrift B der Mykener abstammen. Bemerkenswert ist die Übereinstimmung der Zahlzeichen für 10000. Allerdings gibt es keine weitere Gemeinsamkeit hinsichtlich der verwendeten Zahlsymbole. Einflüsse des mykenischen Griechenlands auf die etruskische Kultur sind zwar vorhanden, betreffen aber nicht die Verwendung von Schriftzeichen. Zudem ist die Blütezeit der mykenischen Siedlungen in Süditalien zeitlich so früh anzusetzen, dass ein direkter kultureller Kontakt mit den Etruskern unwahrscheinlich ist.
Die etruskischen Zahlsymbole weisen strukturell einige Gemeinsamkeiten mit den akrophonischen Zahlen der frühen griechischen Zahlschrift auf. Beide Zahldarstellungen verwendeten die Basiszahlen 5 und 10. Es gab gleichermaßen Zahlzeichen für 1, 5, 10, 50, 100, 500, 1000, 5000 und 10000. Im späten 6. Jahrhundert v. Chr. lassen sich in Süditalien frühgriechische Ziffern epigraphisch beim kulturellen Kontakt mit den Etruskern nachweisen. Die etruskische Schrift hat sich aus einem westgriechischen Alphabet der griechischen Kolonisten in Süditalien entwickelt. Somit könnten die Etrusker auch die Zahlschrift von den Griechen adaptiert haben. Allerdings ist es bisher nicht möglich, den Griechen oder Etruskern bei der Entwicklung der Zahlschrift die chronologische Priorität zuzuordnen. Dass die Entwicklung der Zahlschrift bei Etruskern und Griechen unabhängig voneinander erfolgte, erscheint unwahrscheinlich.

## Etruskische Zahlzeichen
Die Zahlzeichen für ½, 1, 5, 10, 50 und 100 sind durch Münzfunde und Grabinschriften belegt. Die Symbole für 5 und 50 entsprechen jeweils der unteren Hälfte der Zeichen für 10 und 100. Die Zahlzeichen für 1000 und 10000 finden sich sehr selten und sind nicht ganz gesichert. Die Symbole für 500 und 5000 konnten bisher nicht nachgewiesen werden und dürften sich wieder aus der unteren Hälfte der Zeichen für 1000 und 10000 ergeben.
Ein Indiz für die Angabe des Zahlenwerts 500 durch einen Halbkreis, der sich als Zahlenangabe auf zwei Inschriften findet, ist die spätere römische Schreibweise D. Das seltene Symbol C für 100 wurde vermutlich erst im 3. Jahrhundert verwendet. Wahrscheinlich entwickelten zuerst die Römer dieses Zahlzeichen, woraufhin es in die etruskische Schrift übernommen wurde.
Epigraphisch überliefert sind etwa 200 Zahldarstellungen mit Zahlsymbolen und etwa 40 Zahlwörter in Lautschrift mit Buchstaben. Bei Grabinschriften handelt es sich meistens um Altersangaben für die Verstorbenen. Ab dem 5. Jahrhundert v. Chr. wurden Münzen mit den Wertangaben ½, 1, 5, 10, 50 und 100 in uneinheitlichen Schreibweisen geprägt. Auf einigen Tonscherben von Behältnissen finden sich Angaben zur Menge oder zum Wert des Inhalts.

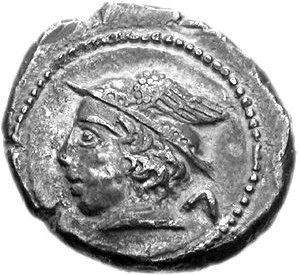
Münze aus Populonia – 5 Asse (𐌡)
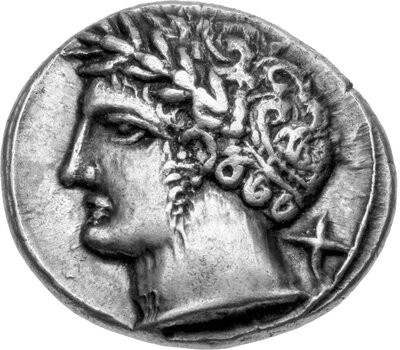
Münze aus Populonia – 10 Asse (𐌢)
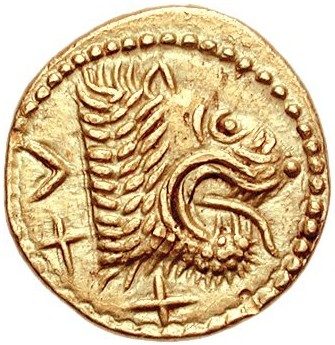
Münze aus Populonia – 25 Asse (𐌡𐌢𐌢)
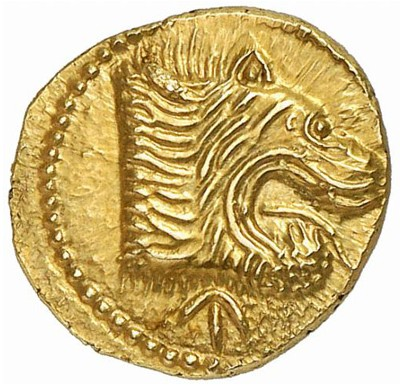
Münze aus Populonia – 50 Asse (𐌣)

## Zahldarstellung
In der etruskischen Schrift wurden die Buchstaben linksläufig, d. h. von rechts nach links geschrieben. Ebenso gingen die Etrusker bei der Zahldarstellung vor und ordneten die Ziffern von rechts nach links mit absteigendem Zahlenwert an. Dabei verwendeten sie größtmögliche Ziffern bzw. eine möglichst kleine Anzahl an Zahlsymbolen. Beispielsweise ist 66 die Summe 50 + 10 + 5 + 1, in etruskischen Ziffern 𐌣 + 𐌢 + 𐌡 + 𐌠. Damit ergibt sich von rechts nach links die Schreibung 𐌠𐌡𐌢𐌣.
Bei der Darstellung von Zahlen wurde gelegentlich eine Subtraktionsregel angewandt, wie man sie von der römischen Zahlschrift kennt. Ist das Zahlzeichen 𐌠 dem Zahlzeichen 𐌢 vorangestellt, so wird ihr Zahlwert 1 von 10 abgezogen. Dadurch soll vermieden werden, mehrere gleiche Zahlzeichen in direkter Aufeinanderfolge zu schreiben. Überliefert sind Darstellungen der Zahl 28 mit 𐌢𐌢𐌠𐌠𐌢 und 𐌢𐌠𐌠𐌢𐌢 jeweils in der Bedeutung 10 + 10 + 10 – 1 – 1.
Es wurde auch 𐌢 dem 𐌣 vorangestellt, so dass sich der Zahlenwert 50 − 10 gleich 40 ergibt, wie z. B. bei der Darstellung der Zahl 42 als 𐌠𐌠𐌣𐌢. Wie auch bei den Römern kam die Subtraktionsregel nicht konsequent zur Anwendung, wie die etruskische Schreibungen der Zahlen 38 als 𐌠𐌠𐌠𐌡𐌢𐌢𐌢, 39 als 𐌠𐌠𐌠𐌠𐌡𐌢𐌢𐌢 und auch 42 als 𐌠𐌠𐌢𐌢𐌢𐌢 belegen.

## Nachwirkung
Die Römer übernahmen bei der Entwicklung ihrer Zahlschrift offenbar neben der Zahldarstellung mit den Basiszahlen 5 und 10 auch die etruskischen Zahlsymbole von 1 bis 100, wobei sie die Ziffern nicht nur umgekehrt von links nach rechts, also rechtsläufig anordneten, sondern anscheinend die gesamte Zahldarstellung um 180° drehten. Für die Zahl 50 wurde das etruskische Pfeilsymbol 𐌣 auf den Kopf gestellt, dann dafür ⊥ geschrieben und später das bekannte Symbol L verwendet. Aus dem etruskischen Zahlsymbol ⨂ für 1000 mit der Kurzschreibweise ⨝ entwickelte sich wahrscheinlich das frührömische Zeichen {\displaystyle \infty }, woraus das Zahlsymbol M für 1000 entstanden ist. Ebenso dürfte das römische Zahlsymbol D für 500 seinen Ursprung im entsprechenden etruskischen Zeichen haben.
| Römisches Zahlzeichen | I | V | X  | L  | C   | D   | M    |
| Zahlenwert            | 1 | 5 | 10 | 50 | 100 | 500 | 1000 |

Die Zahl 66 wurde in römischer Zahlschrift als LXVI geschrieben, da 50 + 10 + 5 + 1 in römischen Ziffern L + X + V + I entspricht. Diese Zahldarstellung entspricht einer 180°-Drehung der etruskischen Schreibweise 𐌠𐌡𐌢𐌣. Die etruskische Zahldarstellung mit den Basiszahlen 5 und 10 und die etruskischen Zahlsymbole wurden auch nahezu unverändert von den Italikern übernommen wie z. B. von den Oskern, Umbrern und Faliskern.

## Quellen

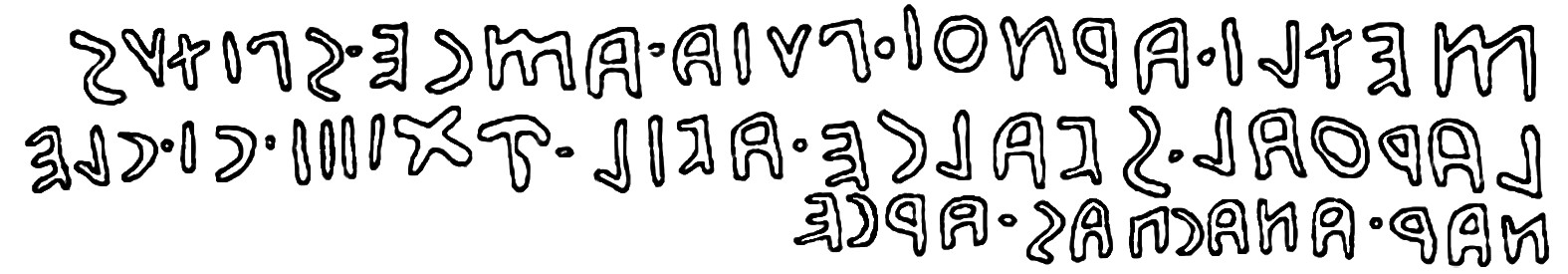
Inschrift in einer Grabkammer bei Tarquinia aus dem 3. Jahrhundert v. Chr.

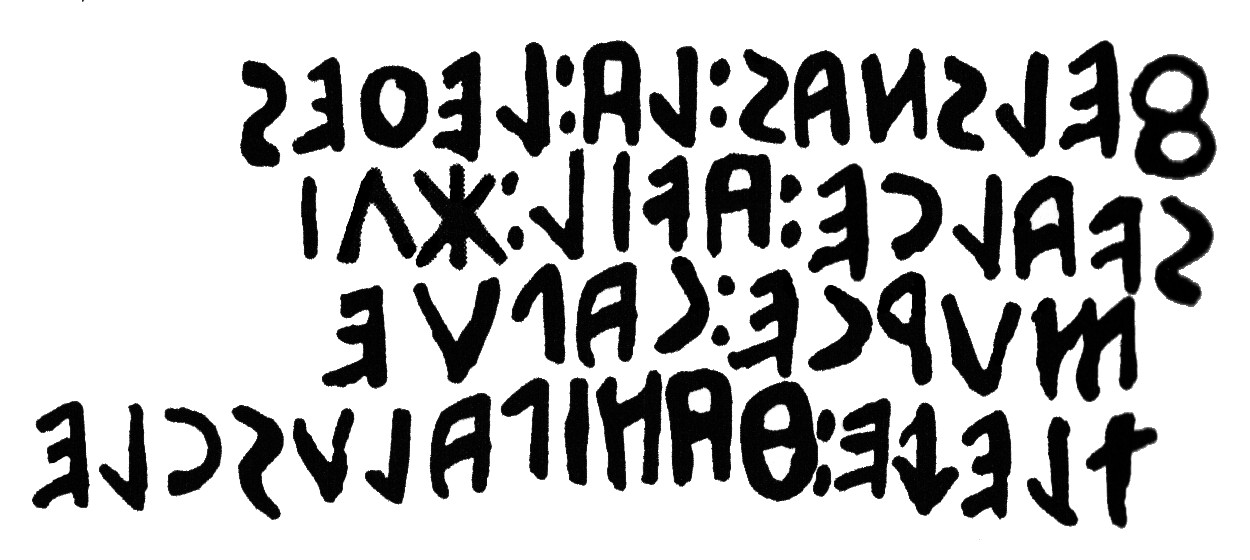
Sog. Hannibal-Inschrift aus einem Grab bei Tarquinia